# 冯兆举
冯兆举（1949年9月—），山东莒南人，中国人民解放军中将。
1968年入伍，历任排长，连长，营长，团长，第38军112师参谋长、副师长、师长，第65集团军参谋长、副军长。2000年任第65集团军军长，2005年5月任北京军区装备部部长，2006年8月，任济南军区副司令员。
2007年晋升中国人民解放军中将。